# Zdena Benešová
Zdena Benešová (* 31. srpna 1949, Chomutov) je česká archivářka, dlouholetá pracovnice a vedoucí Archivu Národního divadla.

## Studium
Od dětství byla náruživou čtenářkou. V roce 1967 maturovala na Střední všeobecně vzdělávací škole v Chomutově. Následně začala studovat na Pedagogické fakultě v Ústí nad Labem, obor matematika-zeměpis, avšak po dvou měsících studium ukončila a dva roky pracovala jako učitelka v mateřské školce. V roce 1969 začala studovat divadelní vědu a češtinu na FF UK. Ke studiu ji podnítil Karel Kraus, dramaturg Divadla za branou. K jejím profesorům patřili mimo jiné František Černý a Milan Lukeš. Diplomovou práci věnovala působení Karla Čapka v Divadle na Vinohradech. Školu ukončila v roce 1974 (titul Mgr.).

## Profesní život
Ještě před dokončením studia na vysoké škole nastoupila do Archivu Národního divadla (duben 1974) a to na základě nabídky obdržené od Hany Konečné, bývalé dramaturgyně Divadla za branou, po násilném ukončení činnosti Divadla za branou přesunuté pracovně do Archivu ND. Konečná znala Benešovou od roku 1971 již z Divadla za branou, kde byla Benešová jako vysokoškolská studentka na praxi a vypomáhala s místním divadelním archivem.
Od roku 1974 a zvláště po roce 1976, kdy se Hana Konečná stala vedoucí Archivu ND, se podílela Z. Benešová na přerodu Archivu ND v moderní odborné teatrologické pracoviště. Pracovní pozice v Archivu ND začaly být obsazovány odbornými silami a Archiv ND se v roce 1977 přestěhoval z historické budovy Národního divadla do nových prostor na Anenském náměstí. V roce 1977 zde byla otevřena i badatelna a k dispozici veřejnosti je také specializovaná knihovna.
Zdena Benešová je spolutvůrkyní fungujícího systému uspořádání archivu včetně definování jeho fondů a sbírek, přičemž přes čtyřicet let systematicky pracuje na jejich rozšiřování a zpřístupňování veřejnosti. Výrazným počinem pracovníků archivu byl Soupis repertoáru Národního divadla v Praze 1881–1983 a 1983–1993, který vyšel ve čtyřech svazcích.
V roce 1991 byla Zdena Benešová jmenována do funkce vedoucí Archivu ND.
Od roku 2002 pracuje s kolektivem archivu na projektu digitalizace. Zahájení projektu bylo zásadně podpořeno tehdejším ředitelem divadla Danielem Dvořákem. Projekt umožňuje od roku 2003 uživatelům webových stránek ND seznámit se s přehledy všech premiér včetně obsazení i alternací od roku 1883 do současnosti. Současně jsou k dispozici i záznamy „denních cedulí“ k jednotlivým představením od roku 1883. Digitalizace zahrnuje i obrazové dokumenty k jednotlivým premiérám, včetně scénických a kostýmních návrhů a civilních fotografií umělců. U hesel umělců, spolupracujících s ND jsou doplňovány a aktualizovány životopisy,.
Zdenu Benešovou ve funkci vedoucí Archivu Národního divadla vystřídala k 1. 9. 2016 Josefina Panenková.

## Další odborná činnost
Kromě své hlavní činnosti, které věnovala přes 40 let, tj. uspořádání a digitalizace archivu Národního divadla, připravila s kolektivem řadu publikací o historii Národního divadla a jeho jednotlivých budov.
V rámci činnosti Archivu ND se podílela na přípravě podkladů pro pravidelné výstavy pořádané v Národním divadle, Státní opeře a Stavovském divadle, stejně tak na přípravě podkladů pro tiskové konference, tiskové zprávy a propagační činnost Národního divadla. Za Archiv ND se účastnila odborných konferencí mezinárodní organizace divadelních knihoven, archivů a muzeí (SIBMAS), jejímž je Archiv ND členem.
Podílela se rovněž na řadě dalších publikací, včetně hereckých pamětí, encyklopedií a teatrologické literatury, kde mimo jiné připravovala jmenné rejstříky (např. Vlasta Fabianová: Jsem to já?, vyd. Odeon, 1993; Ladislav Boháč: Tisíc a jeden život, vyd. Odeon, 1981; aj.). Je přispěvatelkou do odborného teatrologického tisku a sborníků (Divadelní revue, Divadelní noviny, Disk, aj.).
Je členkou Teatrologické společnosti při Divadelním ústavu v Praze.

## Publikace, výběr
- BENEŠOVÁ, Zdena, SOUČKOVÁ, Taťjana, FLÍDROVÁ, Dana: Národní divadlo – historie a současnost budovy, vyd. Národní divadlo, Praha, 1999
- BENEŠOVÁ, Zdena, SOUČKOVÁ, Taťjana, FLÍDROVÁ, Dana: Stavovské divadlo – historie a současnost, vyd. Národní divadlo, Praha, 2000
- BENEŠOVÁ, Zdena, STRAKOVÁ, Petra: Busty v ND, vyd. Národní divadlo, Praha, 2010.

## Ocenění
- 2014 Medaile Za zásluhy o české archivnictví

## Zajímavost
- Pro pracovníky divadelních archivů vytvořila ve spolupráci s Helenou Hantákovou v roce 2008 „archivní kuchařku“, jako základní manuál pro práci divadelního archiváře. S navrhovanou metodikou seznámila odborníky na teatrologické konferenci v rámci Uměleckého centra Univerzity Palackého v Olomouci a v příspěvku pro publikaci O divadle 2008.[9]